# Haenkea atra
Haenkea atra là một loài bọ cánh cứng trong họ Cerambycidae.